# Sangaia
Sangaia es un género extinto de anfibio temnospóndilo ritidostéido que vivió a principios del período Triásico en Rio Grande do Sul, Brasil (en el geoparque de Paleorrota). Es conocido a partir del holotipo UMVT 4302, la mitad izquierda de un cráneo parcial, un paladar parcial, del paratipo UMVT 4303, un fragmento del paladar derecho y los especímenes referidos PV 0497 T y MCN PV 2606, fragmentos craneales, recuperados en la Formación Sanga do Cabral en el Grupo Rośario do Sul.
Este taxón fue nombrado originalmente como Cabralia lavinai por Sérgio Dias-da-Silva, Claudia Marsicano y Cesar Leandro Schultz en 2006 pero este nombre ya había sido usado para el género de mariposa brasileña Cabralia (Moore, 1882). Por lo tanto, Dias-da-Silva y Marsicano propusieron a Sangaia como un nombre de reemplazo para el género en 2006.